# Talmont-sur-Gironde
Talmont-sur-Gironde is een gemeente in het Franse departement Charente-Maritime (regio Nouvelle-Aquitaine) en telt 81 inwoners (2009). De plaats maakt deel uit van het arrondissement Saintes.

## Bezienswaardigheden
- De romaanse kerk Sainte-Radegonde beheerst van op de rots de monding van de Gironde. Rondom het heiligdom ligt het zeemanskerkhof.
- Het dorpje met de kleine straatjes is lid van Les Plus Beaux Villages de France.[2]

## Geografie
De oppervlakte van Talmont-sur-Gironde bedraagt 4,4 km², de bevolkingsdichtheid is dus 18,4 inwoners per km².
De onderstaande kaart toont de ligging van Talmont-sur-Gironde met de belangrijkste infrastructuur en aangrenzende gemeenten.

## Demografie
Onderstaande figuur toont het verloop van het inwonertal (bron: INSEE-tellingen).

## Afbeeldingen

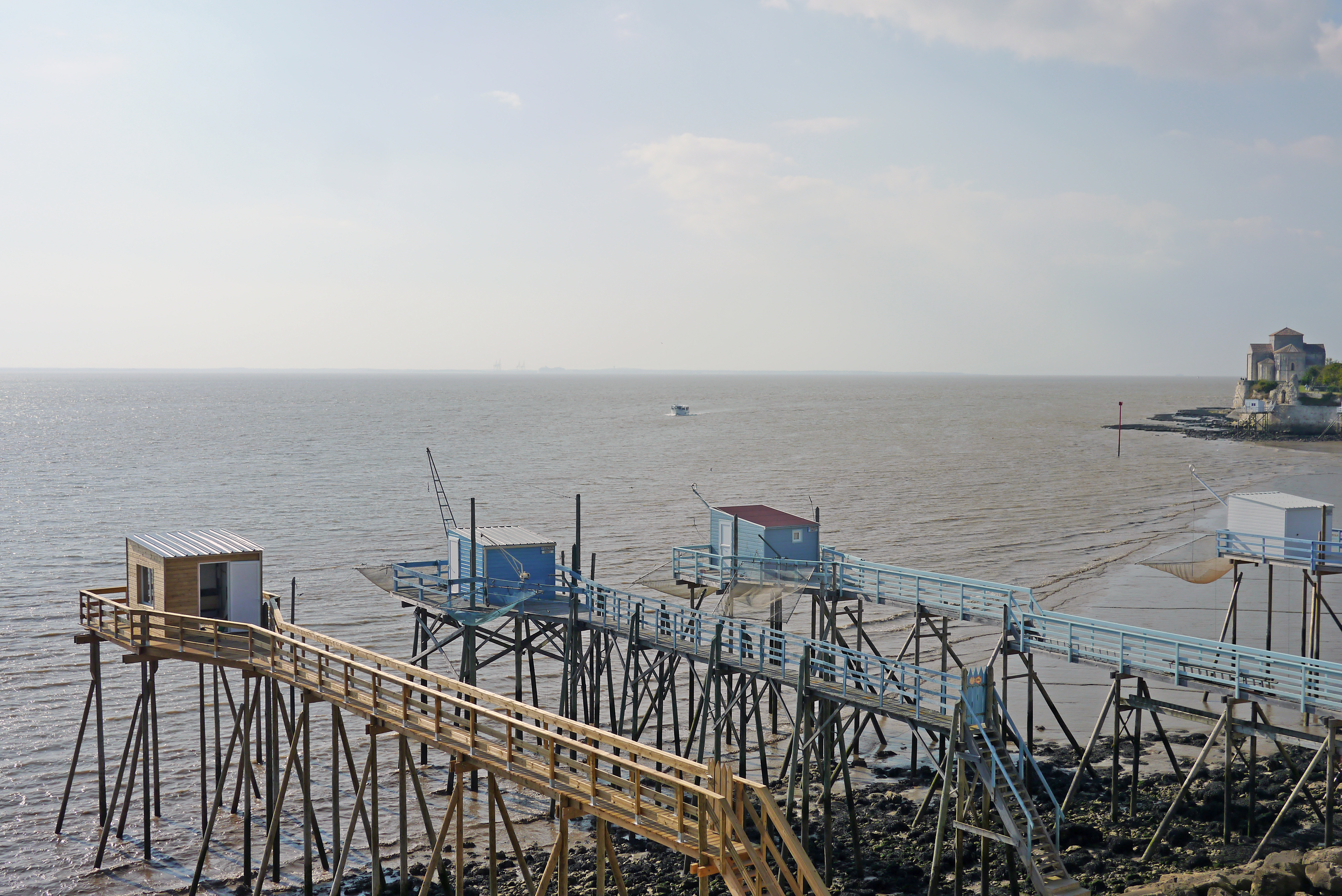
Vissershutten
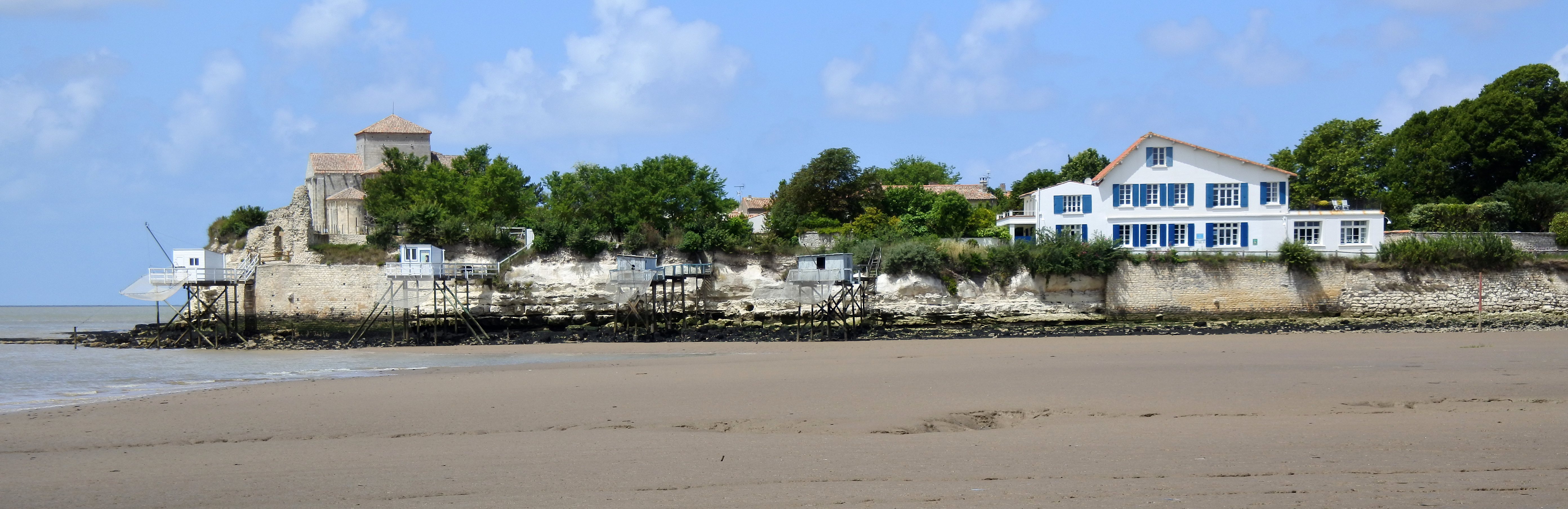
Gezicht op Talmont